# Андерс Нільссон
Андерс Нільссон (швед. Anders Nilsson; 19 березня 1990, м. Лулео, Швеція) — шведський хокеїст, воротар. Виступає за «Едмонтон Ойлерс» у Національній хокейній лізі (НХЛ).
Вихованець хокейної школи ХК «Лулео». Виступав за ХК «Лулео», «Нью-Йорк Айлендерс», «Бриджпорт Саунд Тайгерс» (АХЛ), «Ак Барс» (Казань).
У складі національної збірної Швеції учасник чемпіонатів світу 2011, 2014 і 2015 (12 матчів); учасник EHT 2011, 2014 і 2015 (6 матчів). У складі молодіжної збірної Швеції учасник чемпіонату світу 2010.

## Досягнення
- Чемпіон світу (2018).
- Срібний призер чемпіонату світу (2011), бронзовий призер (2014)
- Бронзовий призер молодіжного чемпіонату світу (2010).